# Олів’є Маку Ріво де Ла Раффіньєр
Олів'є Маку Ріво де Ла Раффіньєр (фр. Olivier Macoux Rivaud de La Raffinière; 10 лютого 1766, Сівре — 19 грудня 1839, Ангулем) — французький генерал і політик.

## Біографія
Поранений за два дні до битви при Ейлау 6 лютого 1807 року зі зламаною рукою, Ріво залишив активну службу і був призначений генерал-губернатором герцогства Брансвік; Потім він командував 25-ю військовою дивізією у Везелі і був створений бароном Імперії 29 червня 1808 року.
У 1809 році він командував дивізією в корпусі Джунота в Богемії, йому було зламано ногу в Байройті і бився під Ваграмом 5 і 6 липня 1809 року: це був його вісімнадцятий похід. Вимушений вийти на пенсію через поранення, він був призначений 14 грудня 1809 року командувачем 12-ї військової дивізії в Ла-Рошелі. Там він служив Імперії до кінця і після зречення приєднався до Відновлення Бурбонів, яким 1 травня 1814 року був піднесений до рангу Командора Сен-Луї, а 31 грудня створив графа де ла Раффіньєра , 1814.